# Bos-Adyr
Bos-Adyr (kirgisisch Боз-Адыр) ist ein Dorf in Kirgisistan mit 3552 Einwohnern (Stand 2024).

## Geographie
Das Dorf liegt im Rajon Batken des Oblus Batken. Es ist der Landgemeinde Suu-Baschy untergeordnet. Es liegt im zentralen Teil des Oblus. Bos-Adyr befindet sich in einer Entfernung von etwa 19 Kilometern (Luftlinie) südöstlich der Stadt Batken, dem Verwaltungszentrum des Rajon und des Oblus.

## Bevölkerung
| Jahr | Einwohner |
| ---- | --------- |
| 2009 | 1966      |
| 2015 | 2651      |
| 2024 | 3552      |

Anmerkung: 2009 Volkszählungsdaten, 2015 und 2024 Fortschreibung